# VizieR

Logo de VizieR.

VizieR est un service de catalogues astronomiques géré par le Centre de données astronomiques de Strasbourg (CDS). Il est une source importante de données astronomiques et fait partie de l'Astrophysical Virtual Observatory (en).

## Histoire
VizieR est issu de l'European Space Information System (en) Catalogue Browser (ESIS) fondé en 1993. D'abord destiné à la seule communauté des sciences de l'espace, le projet ESIS prend une tangente semblable à celle du futur World Wide Web, devenant une base de données en réseau.
ESIS est transféré au CDS et devient VizieR en 1996. 
En date de février 2019, il réunit environ 18 300 catalogues.